# Hans Driesch
Hans Adolf Eduard Driesch (28 de outubro de 1867 – 17 de abril de 1941) foi um biólogo e filósofo alemão de Bad Kreuznach. Ele é mais conhecido por seus primeiros trabalhos experimentais em embriologia e por sua filosofia neo-vitalista de enteléquia. Ele também foi creditado por ter realizado a primeira 'clonagem' artificial de um animal na década de 1880, embora essa alegação dependa de como se define a clonagem.

## Primeiros anos
Driesch foi educado na Gelehrtenschule des Johanneums. Ele começou a estudar medicina em 1886 sob August Weismann na Universidade de Freiburg. Em 1887 ele frequentou a Universidade de Jena sob Ernst Haeckel, Oscar Hertwig e Christian Ernst Stahl. Em 1888, ele estudou física e química na Universidade de Munique. Ele recebeu seu doutorado em 1889. Ele viajou muito em viagens de campo e de estudo e palestras, visitando Plymouth, Índia, Zurique e Leipzig, onde, em 1894, publicou seu Analytische Theorie der organischen Entwicklung ou Teoria Analítica do Desenvolvimento Orgânico. Seus interesses incluíam matemática, filosofia e física, além de biologia. Ele se casou com Margarete Relfferschneidt e o casal teve dois filhos.

## Experimentos em embriologia
Desde 1891, Driesch trabalhou em Nápoles na Estação Biológica Marinha, onde até 1901 ele continuou a experimentar e buscar uma formulação teórica de seus resultados. Ele investigou a filosofia clássica e moderna em sua busca por uma visão teórica adequada e terminou adotando uma teoria teleológica aristotélica da enteléquia.
Sob a influência de seu professor Haeckel, Driesch havia testado as teorias embriológicas mecanicistas de outro aluno de Haeckel, Wilhelm Roux. Driesch estudou embriões de ouriço-do-mar e descobriu que quando ele separava as duas células do embrião após a primeira divisão celular, cada uma se transformava em um ouriço-do-mar completo. Isso era contrário à expectativa de que cada célula se desenvolvesse na metade correspondente do animal, uma previsão baseada no trabalho anterior de Wilhelm Roux com embriões de sapo. Isso também aconteceu no estágio de quatro células: larvas inteiras se seguiram de cada uma das quatro células, embora menores que o normal. Em 1885, os experimentos de Driesch no embrião de ouriço-do-mar mostraram que era possível embaralhar os blastômeros do embrião inicial sem afetar a larva resultante.
Esses achados sugeriram que qualquer célula isolada do embrião inicial era capaz de formar qualquer parte da larva em desenvolvimento. Isso parecia ser uma refutação importante das ideias iniciais de pré-formação e da posterior teoria do mosaico de Wilhelm Roux, e seria objeto de muita discussão nos anos seguintes. A conclusão causou atritos entre Driesch, Roux e Haeckel. As descobertas de Driesch sobre potencial celular trouxeram a adoção dos termos "célula totipotente" e "pluripotente", referindo-se, respectivamente, a uma célula que pode gerar todas as células de um organismo e a que pode gerar quase todas as células.
Os resultados de Driesch foram confirmados com maior precisão, e os experimentos foram prolongados por Sven Hörstadius, que mostrou que as conclusões de equivalência entre as células embrionárias de ouriços do mar eram uma simplificação excessiva.

## A filosofia da enteléquia
Driesch, acreditando que seus resultados comprometeram as teorias mecanicistas contemporâneas da ontogenia, propôs que a autonomia da vida que ele deduzia dessa persistência do desenvolvimento embriológico apesar das interferências se devia ao que ele chamou de enteléquia, um termo emprestado da filosofia de Aristóteles para indicar uma força vital que ele concebeu como psicoide ou "mental", isto é; não espacial, intensivo e qualitativo, em vez de espacial, extenso e quantitativo, termo que influenciou Carl Gustav Jung em sua psicologia.
Driesch foi premiado com a cadeira de teologia natural da Universidade de Aberdeen, onde ministrou as Palestras Gifford em 1906 e 1908 sobre A Ciência e a Filosofia do Organismo - a primeira apresentação abrangente de suas ideias. Desde 1909, determinado a seguir uma carreira em filosofia acadêmica, ensinou filosofia natural na Faculdade de Ciências Naturais de Heidelberg, tornando-se professor extraordinário lá. Na década seguinte, ele publicou um sistema completo de filosofia em três volumes, incluindo sua fundamental Teoria da Ordem (1912), na qual ele propôs uma "doutrina da ordem" em três partes.
Em 1919, ele foi professor ordinário de filosofia sistemática em Colônia e, em 1921, professor de filosofia em Leipzig, embora tenha sido professor visitante em Nanquim e Pequim durante 1922-23, e em 1923 recebeu o título de doutor honorário da Universidade Nacional do Sudeste (mais tarde renomeada Universidade Nacional Central e Universidade de Nanjing), onde lecionou por um semestre. Lecionou na Universidade de Wisconsin (1926–27) e em Buenos Aires (1928). Em 1933, ele foi removido da cadeira de Leipzig e prematuramente colocado em status de emérito pela administração nazista, o primeiro acadêmico não-judeu a ser assim expulso, por causa de seu pacifismo e hostilidade aberta ao nazismo. Ele se interessou por parapsicologia e publicou sobre fenômenos como telepatia, clarividência e telecinesia.
Seu conceito de enteléquia foi criticado pela comunidade científica. O biólogo J. W. Jenkinson escreveu que Driesch estava inventando novas entidades "além da necessidade e o progresso da ciência seria melhor servido por uma filosofia mais simples". O zoólogo Herbert Spencer Jennings comentou que o conceito de enteléquia "não ajuda em nada a entender as questões".
Seus escritos vitalistas foram criticados pela historiadora Ruth Brandon por basear-se em um ponto de vista religioso e não científico.

## Parapsicologia
Driesch desenvolveu um profundo interesse em Pesquisa Psíquica e Parapsicologia. Em 1931, ele publicou uma metodologia de pesquisa parapsicológica (em alemão) e em 1933 ele publicou um livro sobre o tema intitulado Pesquisa Psíquica: A Ciência do Super Normal. De 1926 a 1927, ele atuou como presidente da Sociedade de Pesquisa Psíquica.

## Obras seletas

### Em alemão
- Die Biologie als selbstständige Wissenschaft (1893)
- Die Lokalisation morphogenetischer Vorgänge Ein Beweis vitalistischen Geschehens (1899)
- Analytische Theorie der organischen Entwicklung (1894)
- Der Vitalismus als Geschichte und als Lehre (1905)
- Der Begriff der organischen Form (1919)
- Philosophie des Organischen (4th ed. 1928)

### Em inglês
- Driesch, H. (1908). The Science and Philosophy of the Organism: The Gifford Lectures delivered before the University of Aberdeen in the Year 1907 and 1908 (2 vols.). London: Adam and Charles Black.  2nd ed. London: A. & C. Black, 1929.
- Driesch, H. (1912). The Justification of Vitalism. Cambridge Magazine 1 (15): 397.
- Driesch, H. (1914). The Problem of Individuality: A Course of Four Lectures Delivered before the University of London in October 1913. London: Macmillan.
- Driesch, H. (1914). The History and Theory of Vitalism. (C. K. Ogden, trans.) London: Macmillan.
- Driesch, H. (1924). The Biological Setting of Psychical Phenomena. The Quest 15 (July): 433–456.
- Driesch, H. (1925). The Crisis in Psychology. Princeton, NJ: Princeton University Press.
- Driesch, H. (1925). The Possibility of Metaphysics: The Course of Four Lectures Delivered before the University of London in March 1924. London: Faith Press.
- Driesch, H. (1926). The Present Status of the Philosophy of Nature in Germany. The Monist 36 (2): 281–298.
- Driesch, H. (1926). Psychical Research and Established Science. Presidential address. Proceedings of the Society for Psychical Research 36(99): 171–186.
- Driesch, H. (1927). Psychical Research and Philosophy. In: Carl Murchison (ed.), The Case For and Against Psychical Belief. Worcester: Clark University, 163–178.
- Driesch, H. (1933). Psychical Research: The Science of the Super-Normal. (Theodore Besterman, trans.) London: G. Bell & Sons.
- Driesch, H. (1934). Psychiatry and Mental Health. Ancient Philosophy 44: 152. [Book Review]

## Ligações externa
- Obras por Hans Driech no Projeto Gutenberg
- Obras por ou sobre Hans Driech no Internet Archive
- Biografia e bibliografia no Laboratório Virtual do Instituto Max Planck para a História da Ciência
- Recortes de jornais sobre Hans Driesch no 20th Century Press Archives da ZBW